# Slutartid

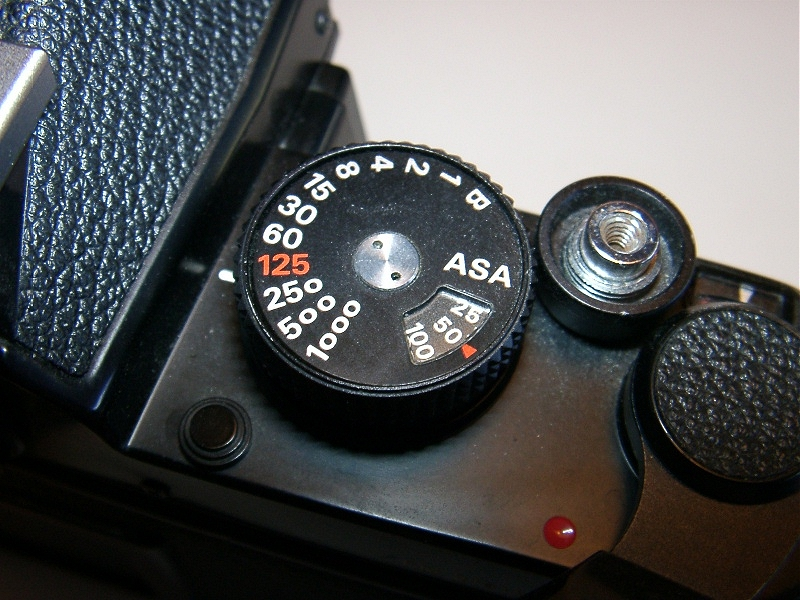
Inställningsratt för slutartiden

Här är en bild som visar olika foton vid olika slutartider. I det nedre högra hörnet visas slutartiden på bilden.

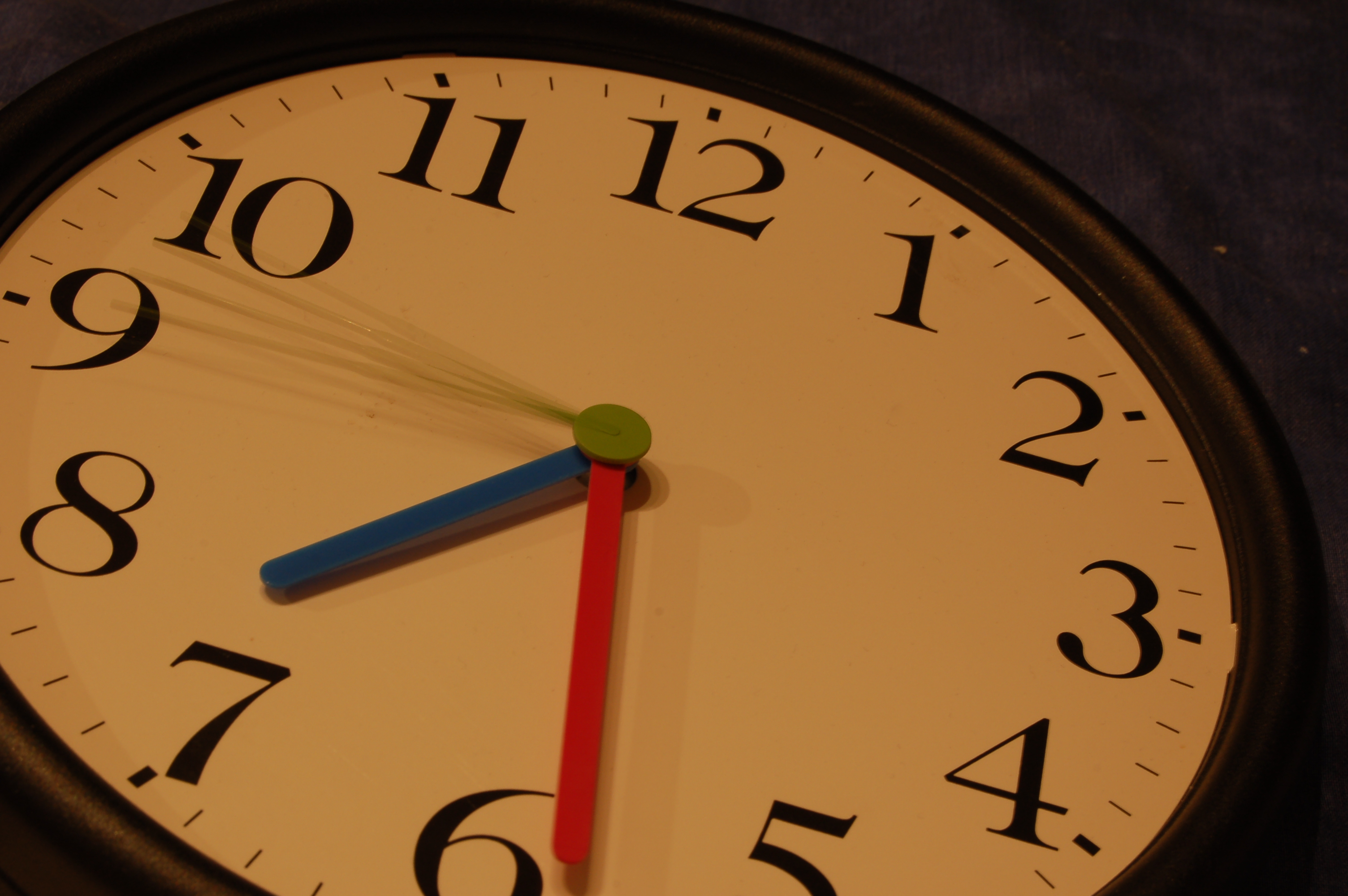
En klocka, där sekundvisaren har flyttat sig fyra steg.

Inom fotografi är slutartid (också kallad exponeringstid) den tid slutaren hålls öppen för att låta ljuset träffa filmen eller bildsensorn i kameran då ett fotografi tas.
Tillsammans med objektivets bländare bestämmer detta hur pass exponerad filmen kommer att bli. En kort slutartid behöver en större bländaröppning för att undvika underexponering och en lång slutartid kompenseras av en mindre bländaröppning för att undvika överexponering.
I fotografins barndom var tillgängliga slutartider någorlunda ad hoc men senare standardiserades en 2:1-skala som kan utökas på båda sidor:
- 1/1000 s
- 1/500 s
- 1/250 s
- 1/125 s
- 1/60 s
- 1/30 s
- 1/15 s
- 1/8 s
- 1/4 s
- 1/2 s
- 1 s
- B — håll slutaren öppen så länge avtryckaren hålls ner.
- T — håll slutaren öppen till det att avtryckaren trycks ner igen.

På moderna kameror är stegen mellan de fasta lägena indelade i halvor eller tredjedelar av ovanstående.

## Skakningsoskärpa

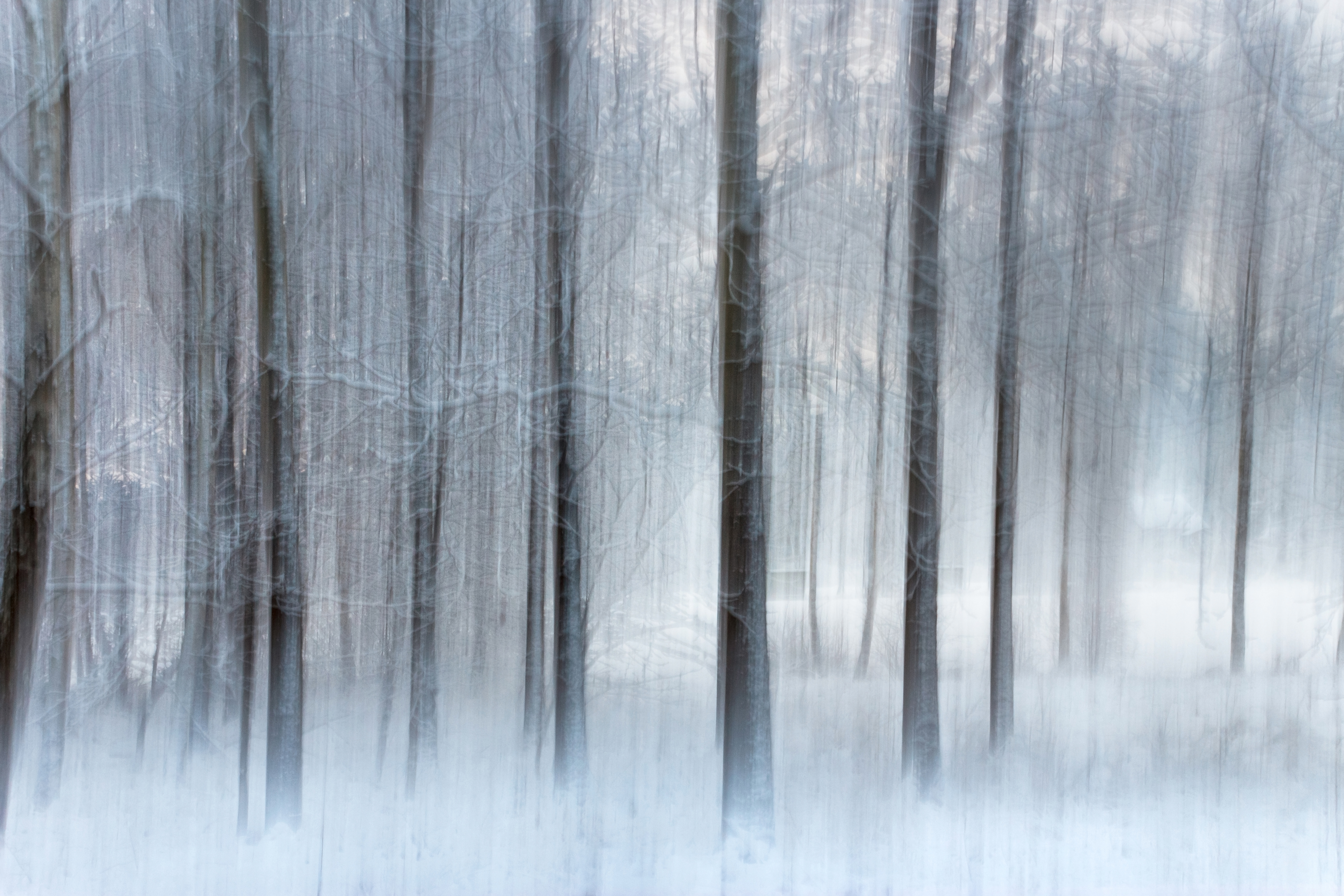
Ett skogsområde i Brastad fotograferat med Skakningsoskärpa.

Fotografens förmåga att ta bilder utan synlig suddighet orsakad av kamerarörelse (skakningsoskärpa) är en viktig parameter i valet av längsta möjliga slutartid för en handhållen kamera. En tumregel som används av de flesta 35 mm-fotografer är att använda den slutartid som numeriskt motsvarar brännvidden eller kortare, och aldrig använda längre slutartid än 1/60. Använder man stativ eller använder stöd för kroppen och kameran kan med försiktighet längre exponeringstider användas För en fritt stående, ostödd fotograf är det oftast nödvändigt att använda en snabbare slutartid, som i det här fallet skulle vara 1/125 s.
Fler exempel på 35 mm handhållet:
- 28 mm vidvinkelobjektiv: 1/60 s rekommenderas.
- 50 mm normalobjektiv: 1/60 s rekommenderas
- 105 mm mediumteleobjektiv: 1/125 s kan användas med försiktighet, 1/250 rekommenderas.
- 300 mm långt teleobjektiv: 1/250 kan användas med försiktighet, 1/500 s rekommenderas.

### Bildstabilisering
Det som sagts ovan är bara en tumregel för vanliga objektiv. På senare år har objektiv med inbyggda antiskakmekanismer dykt upp, till exempel Canons IS-objektiv (Image Stabilization) och Nikons VR-objektiv (Vibration Reduction). Konica Minolta har tillverkat ett par digitala systemkamerahus med bildstabilisering genom att röra på sensorn istället, tekniken har tagits över av Sony som har köpt upp Konica Minoltas systemkameratillverkning. Bildstabilisering börjar också bli vanligt på kompaktkameror.

### Stativ
Skakningsoskärpa kan till stor del avhjälpas med stativ eller någon annan stabil uppställning av kameran. Mekaniken i en kamera ger dock alltid upphov till vibrationer (speciellt i enögda spegelreflexkameror där spegeln skall fällas upp. För mellanlånga slutartider (runt 1/30 sekund) gör det därför stor skillnad mellan olika stabila stativ (och infästning av kameran på stativet, stativfästen på teleobjektiv håller inte alltid samma kvalitet som stativet de sitter på). En tumregel här för småbildsformatet är att mätetalet för stativets massa mätt i kilogram skall vara minst lika stort som mätetalet för objektivets brännvidd i decimeter. Till exempel bör man ha ett stativ som väger minst 3 kg till ett objektiv på 300 mm. Om underlaget är stabilt och utan vibrationer och man inte har några andra externa störningar som stark vind kan man använda långa slutartider (sekunder till timmar) även med ganska enkla stativ, då kameran bara vibrerar till en liten del i början av exponeringen.

## Rörelseoskärpa
Exponeringstiden är viktig då bild skall tas på föremål i rörelse. Under en lång exponering hinner de då röra sig och blir suddiga i bilden. Det kan ge ett intryck av fart i bilden och användas kreativt men är i andra sammanhang ofta oönskat.

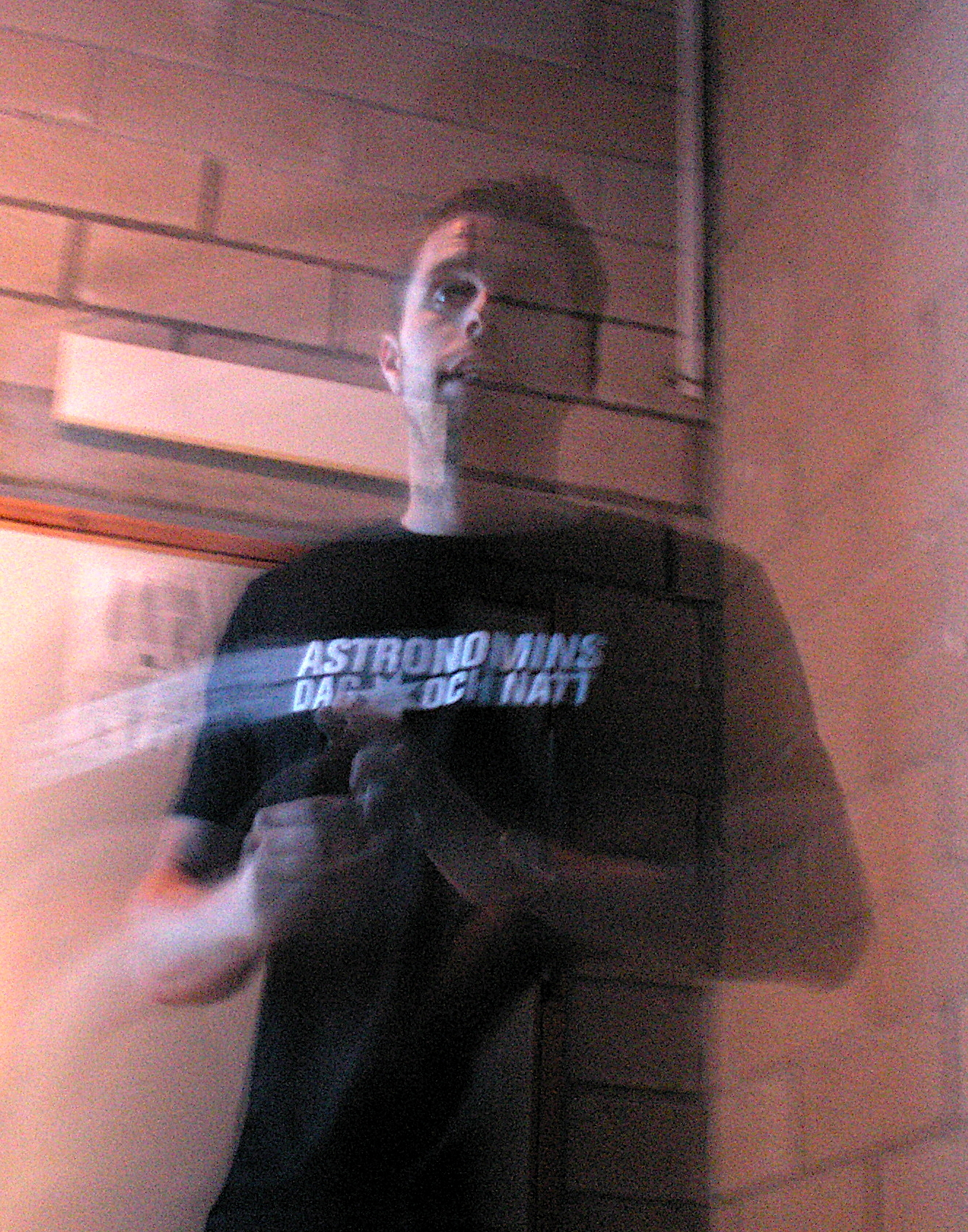
Två sekunders slutartid gör att en person kan bli delvis genomskinlig.
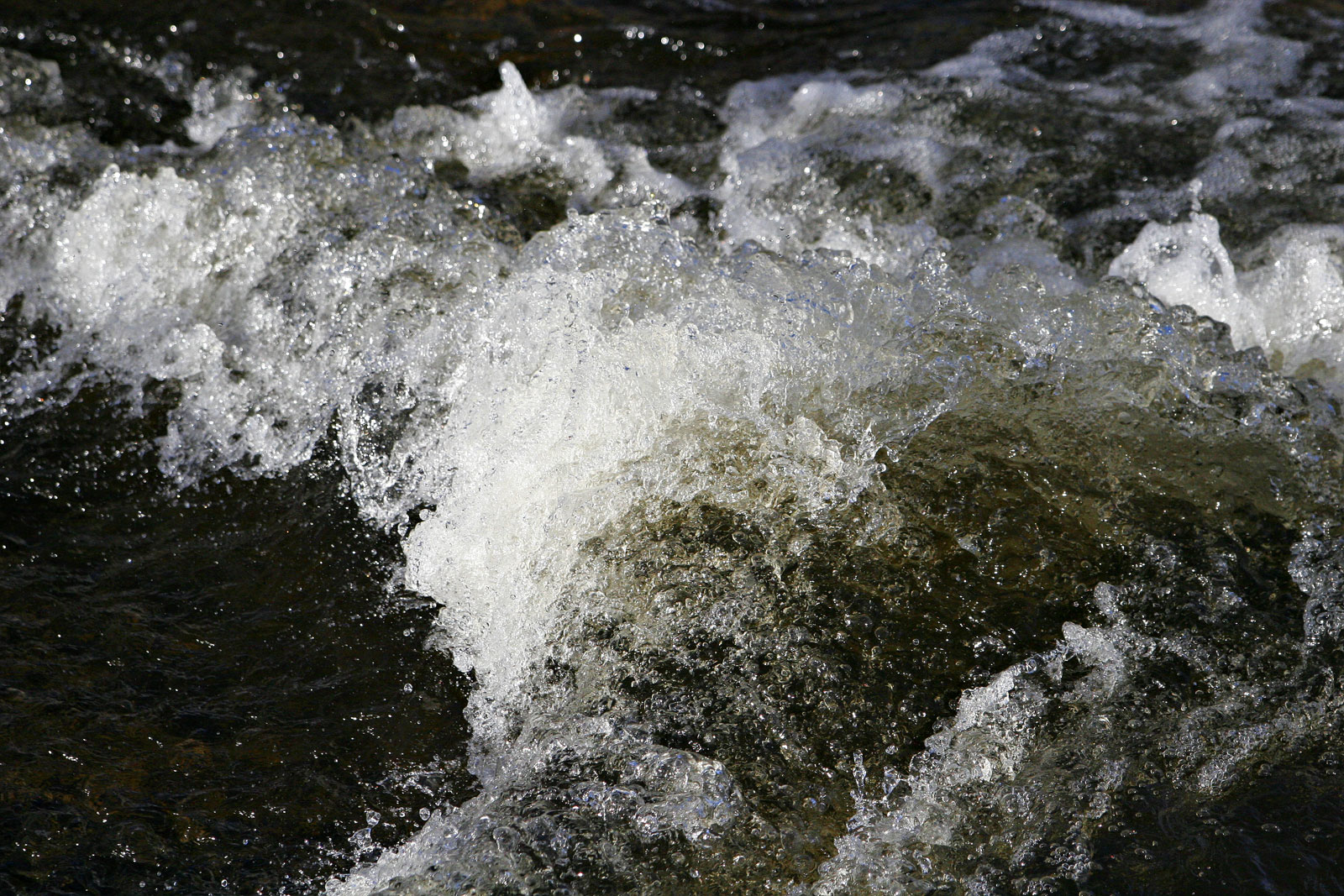
En bild på flödande vatten tagen med kort slutartid.
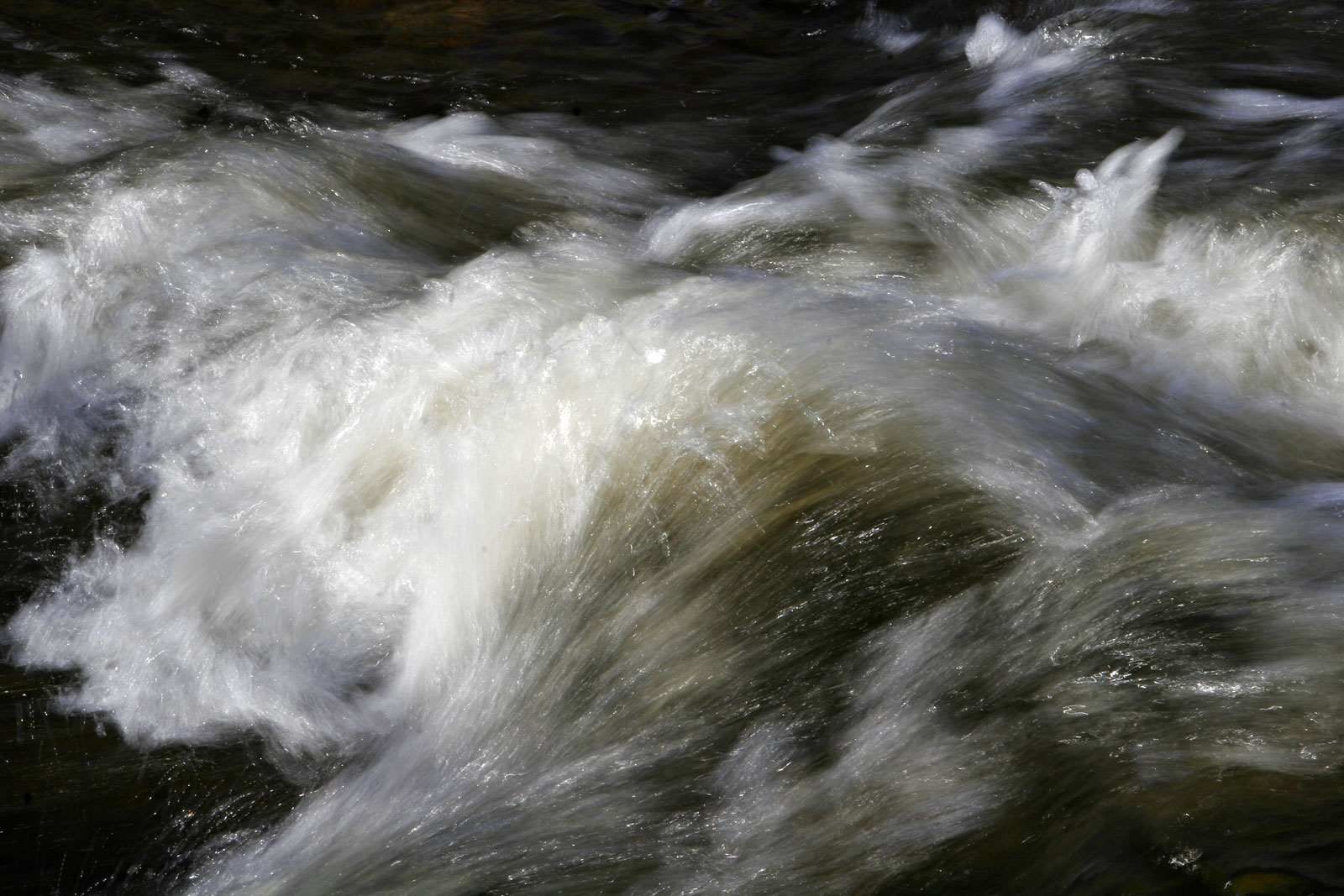
En bild på flödande vatten tagen med lång slutartid.
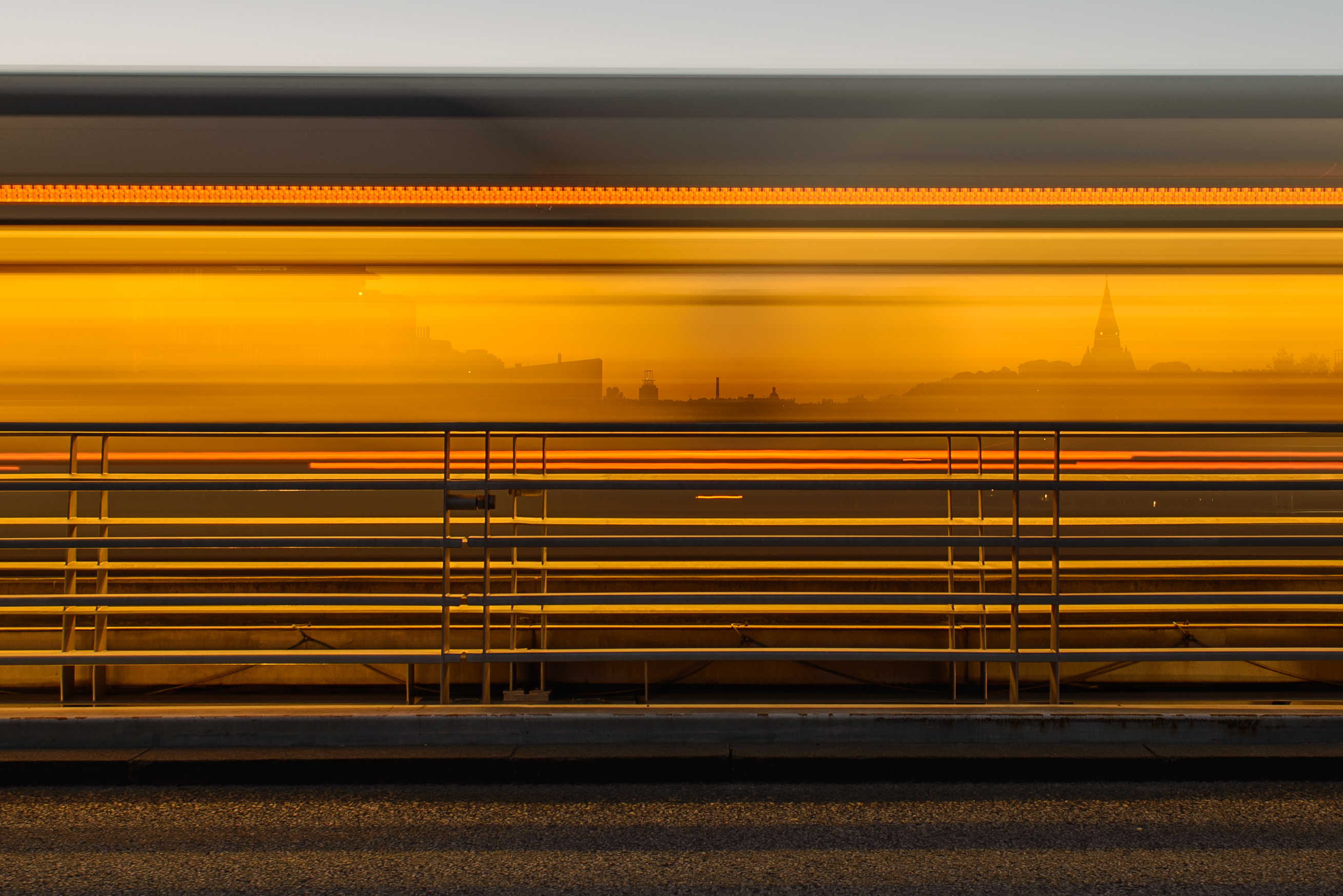
Lång exponering och passerande spårvagn. Spårvagnen är suddig, medan den orörliga för- och bakgrunden är skarp.